# Conséquences économiques de l'euro
Les conséquences économiques de l'euro sont les effets microéconomiques et macroéconomiques du passage à l'euro, monnaie unique et commune de la zone euro.

## Vue d'ensemble
Les conséquences économiques de l'euro sont complexes à estimer. Les effets produits par l'euro sont difficilement isolables de ceux produits par les mesures prises concomitamment, comme la libéralisation économique (suppression des entraves au commerce, ouverture des services à la concurrence, etc.). Agnès Bénassy-Quéré fait remarquer dès 2003 que les effets de l'euro seront d'autant plus difficiles à estimer qu'il existe une asymétrie entre les coûts macroéconomiques de l'euro et les avantages microéconomiques, plus diffus au sein de l'économie, et donc plus difficiles à identifier et quantifier.

## Inflation

### Passage à l'euro
L'effet de l'euro sur l'inflation a été mis en question lors du passage à l'euro. Cet effet semble toutefois avoir été faible : en 2003, l'augmentation moyenne des prix à la consommation due au basculement à l'euro ne représente qu'environ 0,1 à 0,3 % du taux normal d'inflation de 2,3 % pour l'année en question. La Banque de France a toutefois montré que l'introduction de l'euro s'est produite simultanément à une hausse importante des prix de l'immobilier et des produits pétroliers. Par ailleurs, certains secteurs (hôtellerie, tabac par exemple) ont connu de fortes hausses de prix depuis l'introduction de l'euro.

### Pérennisation d'un taux faible
Le passage à l'euro est crédité d'un ralentissement de l'inflation. Le niveau des prix a augmenté d'1,4 %/an en moyenne entre 2002 et 2017, contre 10,1 % entre 1945 et 1985, et 2,1 % entre 1986 et 2001. La baisse de l'inflation dans les pays développés n'est toutefois pas uniquement attribuable à l'euro. L'inflation était en moyenne de 1,7 % entre 1991 et 2001, contre 1,4 % entre 2002 et 2016.

## Taux d'intérêt et endettement

### Réduction du coût de l'endettement
L'euro a permis une chute des taux d'intérêt sur les obligations souveraines (c'est-à-dire sur les dettes publiques), en resserrant les spreads entre les dettes des pays européens, faisant donc baisser le coût du service de la dette. Des situations particulièrement critiques ont pu faire réaugmenter le spread entre la dette de certains pays considérés comme peu sûrs (Grèce, Espagne et Italie à la suite de la crise économique mondiale de 2008). Toutefois, les programmes d'assouplissement quantitatif et qualitatif de la Banque centrale européenne ont à nouveau permis de faire converger les taux d'intérêt.

### Financement de bulles économiques
La réduction des spreads a aussi donné lieu à des conséquences négatives. Ainsi, la réduction des spreads permise par l'euro a financé des bulles économiques dans les pays d'Europe du Sud en même temps que des investissements. De fait, entre la création de l'euro et la crise de la dette de la zone euro, « les capitaux entrants dans les pays du Sud ne se sont pas orientés vers des secteurs à fort gains de productivité » mais dans l'immobilier.

## Taux de change

### Stabilité des changes
L'euro a permis une stabilité des changes favorable aux échanges internationaux. L'avantage premier de la monnaie unique est de réduire les coûts d'échanges entre les pays, ce qui rend plus avantageuse pour les pays de commercer et d'investir entre eux. Cela a stimulé les investissements.

### Valeur de la monnaie
Certains économistes ont soutenu que l'euro était surévalué, c'est-à-dire qu'il était trop fort par rapport aux autres monnaies. Cela aurait un effet négatif sur la compétitivité-prix des pays européens. Agnès Bénassy-Quéré et al. estiment en 2014 « qu’une dépréciation de l’euro de 10 % élèverait la valeur des exportations hors zone euro de l’ordre de 7-8 %. Cependant, elle renchérirait les importations manufacturières d’environ 3,5 %, sans baisse à court terme des volumes importés ».

## Croissance
Le bilan macroéconomique est, selon Bénassy-Quéré et Fontagné (2008), « plus mitigé ». L'euro n'a pas permis aux pays qui l'ont adopté de croître à la même vitesse que les États-Unis. Toutefois, la faiblesse de la croissance européenne qui a donné lieu à une décennie perdue entre 2007 et 2017 est due à un manque de coordination des politiques publiques, à une contraction trop rapide des dépenses publiques (politique d'austérité), au retard avec lequel le FMI a aidé la Grèce, etc., et non tant à l'euro lui-même.
Ainsi, Patrick Artus soutient, en 2018, que le principal gain macroéconomique de l'euro ne sera visible que dès lors que les pays européens coordonneront une ambitieuse politique industrielle européenne.
Une étude publiée en 2019 par un think tank allemand, CEP, estimait que l'euro aurait fait perdre 56 000€ à chaque Français. La méthodologie et les conclusions de l'étude ont toutefois été très largement critiquées par les économistes. Elle comparait la France à d'autres pays, tels que l'Australie, et attribuait les différences de croissance entre ces deux pays à l'euro. Or, la croissance australienne a été tirée par le haut par les commandes de la Chine, qui sont sans rapport aucun avec l'euro.

## Spécialisation productive
L'adoption de l'euro rend possible, selon Paul Krugman (1993), une accentuation de la divergence entre les pays européens par le biais d'un effet de spécialisation productive. Une monnaie unique incite chaque pays dans la zone monétaire à investir et renforcer les productions dans lesquelles il a déjà un avantage comparatif. Or, selon la production dans laquelle un pays est spécialisé, le renforcement de la spécialisation peut accentuer la divergence entre les économies qui produisent des biens à forte valeur ajoutée et ceux qui n'en produisent pas.
Patrick Artus et Marie-Paule Virard soutiennent en 2017 que cette spécialisation productive a eu un effet positif car elle permet à chaque pays de bénéficier d'avantages comparatifs liés à leur spécialisation, en accord avec la théorie ricardienne du commerce international.

## Commerce
L'adoption de l'euro a permis une augmentation des échanges entre les pays de la zone, bien que l'augmentation due uniquement à l'euro est difficile à quantifier. Une étude de 2006 estimait que l'euro avait stimulé les échanges intrazone de 5% à 15% en moyenne.

## Biais de perception
L'euro et ses effets font l'objet d'un biais de la part des européens. Chaque peuple européen considère que la monnaie unique a davantage bénéficié aux autres pays qu'à lui-même.

## Politiques publiques
L'impossibilité pour les pays de dévaluer leur monnaie les oblige maintenant à gagner en compétitivité de trois manières : en investissant, en comprimant les salaires, ou en effectuant des réformes structurelles. La modération salariale allemande expliquerait jusqu'à 50% de l'écart de performance à l'exportation entre la France et l'Allemagne.
Le manque de coopération entre les pays européens précède toutefois l'euro. Les pays européens enchaînaient par exemple, par le passé, les dévaluations compétitives, ce qui entraînait une inflation plus élevée par le renchérissement des importations, et générait une instabilité au niveau des changes et des investissements.